# Antonia Palacios Caspers
Antonia Palacios Caspers   (Caracas, 13 de maig de 1904 - Caracas, 13 de març de 2001) va ser una poeta, novel·lista i assaigista veneçolana. Va guanyar el Premi Nacional de Literatura de Veneçuela.

## Biografia
El seu pare va ser l'enginyer Andrés Palacios, descendent directe de Bonifacio Palacios, oncle de Simón Bolívar, i la seva mare, Isabel Caspers, neboda d'Ezequiel Zamora. Nascuda el 1904, va tenir una sòlida formació intel·lectual consolidada sota la guia de la seva mare, qui la va aproximar als llibres i a l'art. Els Palaus Caspers, malgrat els seus cognoms il·lustres, no tenien mitjans de fortuna. En la seva infància, la família va viure a La Candelaria, a la Plaça del Panteó, i en Maiquetía.
De retorn a Caracas, la seva vida no va ser molt diferent a les dels seus companys de generació. Durant la seva primerenca joventut va conèixer a diversos joves que després serien destacades figures de la vida cultural i política veneçolana, i amb els quals mantindria contacte al llarg de la seva vida, entre ells, Arturo Uslar Pietri, Pablo Rojas Guardia, Miguel Otero Silva i Juan Pablo Pérez Alfonzo. Després dels successos de la Generació del 28, Palacios va participar en moltes activitats. Va ser a casa, el 1929, on va néixer el Grupo Cero de Teoréticos, que va desaparèixer per persecució política.
Temps després es va casar amb Carlos Eduardo Frías, director de la revista Élite i excel·lent contista, a qui havia conegut als setze anys. El 1934 la revista Élite de Caracas publica el seu primer text. En 1935, va néixer el seu fill Fernán. En aquest temps va publicar els seus primers treballs, sota pseudònim, en Élite. Durant el govern d'Eleazar López Contreras, Frías va entrar al Servei Exterior i van estar a París i Ginebra. Allà, entre altres activitats, Palacios va prendre cursos especialitzats amb Jean Piaget i va estudiar a La Sorbona i al Collège de France. Les seves experiències a Europa li van permetre entrar en contacte amb escriptors com César Vallejo, Louis Aragon, Pablo Neruda i Alejo Carpentier. De l'experiència de vida a França va sortir la publicació del seu volum d'assajos París y tres recuerdos (1944).
El 1939 va començar a escriure periòdicament al diari Ahora de Caracas, i va ocupar la secretaria de l'Agrupació Cultural Femenina. El 1940 va presidir el Primer Congrés Veneçolà de Dones. El 1941 va néixer la seva filla Maria Antònia, una nena prodigi al piano amb la qual realitzava els recorreguts dels seus viatges. Ana Isabel, una niña decente, va ser la primera novel·la d'Antonia amb la qual obtindria reconeixement continental; va ser editada a Buenos Aires i publicada el 1944. La novel·la rememora la infància feliç de la protagonista, la qual recupera en els seus records certes zones del centre de la ciutat de Caracas. El 1954 va donar a conèixer Crónicas de las horas i el 1955 Viaje al frailejón, un bellíssim relat d'un viatge als Andes fet poc temps abans. Va passar un temps a Nova York, entre 1955 i 1956, per la carrera pianística de la seva filla. Seguidament es va mudar a Caracas, on Harriet Serr, una de les millors professores de piano dels Estats Units d'Amèrica, donaria suport a la nena.
El 1957 Antònia i la seva filla es van instal·lar a Europa, primer Roma, després Viena, pels estudis musicals de Maria Antònia, però la jove va decidir inesperadament deixar la seva carrera musical i van tornar a Caracas, on li va ser diagnosticada diabetis mellitus I. La situació de Maria Antònia va ser agreujant-se fins que va morir, mesos després d'haver-se casat i després de participar activament en moviments subversius de l'extrema esquerra.
El 1972, molt després del cop dur de la pèrdua de la seva filla, Maria Antònia va reprendre la seva carrera literària amb els contes Los insulares, en els quals realitzava una incursió poètica en l'esdevenir de la consciència, i el 1973 va publicar Textos del desalojo, un antologia de poemes en prosa. Va ser guardonada amb el Premi Nacional de Literatura el 1975 per El largo día ya seguro, i amb el seu conte Los pasos de la lluvia, del mateix any, obté el segon premi de el Concurs de Contes del diari El Nacional.
El 1976 va ser jurat del Premi de Novel·la Rómulo Gallegos i, per iniciativa d'Oswaldo Trejo, va dirigir el taller de narrativa del CELARG (Centre d'Estudis Llatinoamericans Rómulo Gallegos), experiència que la va portar a obrir el seu propi taller de narrativa, que va anomenar per la seva casa a Altamira, «Calicanto». D'allí va sorgir la publicació de Hojas de calicanto, que recollia els treballs dels talleristes.
Les últimes publicacions que va realitzar van ser Una plaza ocupando un espacio desconcertante (relats, 1981), Multiplicada sombra (1983), La piedra y el espejo (1985), Ficciones y aflicciones (1989), Largo viento de memorias (1989), Ese oscuro animal del sueño (1991), i Hondo temblor de lo secreto (1993).
La vida d'Antonia Palacios acaba l'any 2001 a Caracas, en el seu taller Calicanto el 13 de març de 2001 després d'un període de solituds, accentuat per la pèrdua de l'audició.

## Obra
- París y tres recuerdos (assaig, 1944).
- Ana Isabel, una niña decente (1949).
- Crónicas de las horas (1954).
- Viaje al frailejón (crònica de viatge, 1955).
- Los insulares (1972).
- Textos del desalojo (1973).
- El largo día ya seguro (relats, 1975).
- Una plaza ocupando un espacio desconcertante (relats, 1981).
- Multiplicada sombra (1983).
- La piedra y el espejo (1985).
- Ficciones y aflicciones (1989).
- Largo viento de memorias (1989).
- Ese oscuro animal del sueño (1991).
- Hondo temblor de lo secreto (1993).